# كأس ألمانيا 1960–61
كأس ألمانيا 1960–61 (بالألمانية: DFB-Pokal 1960/61)‏ هو الموسم 18 من كأس ألمانيا. أشرف على تنظيمه اتحاد ألمانيا لكرة القدم، وكان عدد الأندية المشاركة فيه 16، وفاز فيه فيردر بريمن.